# Gisors
Gisors là một xã trong vùng đô thị Paris, thuộc tỉnh Eure, vùng hành chính Normandie của nước Pháp, có dân số là 10.882 người (thời điểm 1999).

## Thông tin nhân khẩu
| 1926  | 1931  | 1936  | 1946  | 1954  | 1962  | 1968  | 1975  | 1982  | 1990  | 1999   |
| ----- | ----- | ----- | ----- | ----- | ----- | ----- | ----- | ----- | ----- | ------ |
| 5.564 | 5.868 | 5.867 | 5.078 | 5.670 | 6.398 | 7.329 | 8.069 | 8.732 | 9.481 | 10 882 |

## Địa điểm tham quan
- Lâu đài Gisors